# Get Smart
Get Smart (Olho Vivo em Portugal e Agente 86 no Brasil) é uma famosa  série de televisão dos Estados Unidos que parodiava o gênero de agente secreto que se tornou amplamente popular no início da década de 1960 com o lançamento dos filmes de James Bond. O programa foi criado por Mel Brooks e Buck Henry e estreou na televisão na NBC em 18 de setembro de 1965. O programa é estrelado por Don Adams (que também foi diretor da série) como agente Maxwell Smart (agente 86), Barbara Feldon como Agente 99, e Edward Platt como Thaddeus, o Chefe. Henry disse que eles criaram o show a pedido de Daniel Melnick para incorporar James Bond e o inspetor Clouseau. 
O programa gerou uma série de bordões populares, incluindo "você acreditaria...", "desculpe por isso, chefe", "o velho truque (tal e qual)", e "pedi para você não me dizer isso".  O show foi seguido pelo filme The Nude Bomb, lançado em 1980, e o telefilme Get Smart, Again!, em 1989, além de um spin-off de 7 episódios em 1995 e um remake cinematógrafico em 2008.
O programa mudou de emissora em 1969, indo para a CBS. Terminou após cinco temporadas em 15 de maio de 1970 com 138 episódios ao todo. O Museu de Comunicações de Transmissão considera o programa notável por "ampliar os parâmetros para a apresentação de comédia na televisão". 

## História

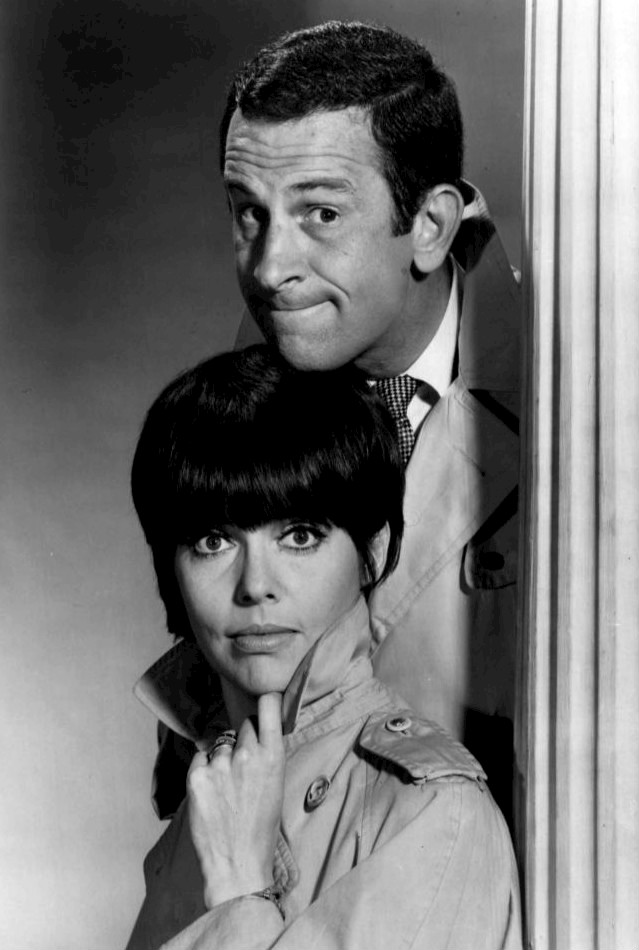
Don Adams (Agente 86) e Barbara Feldon (Agente 99) em foto de 1965

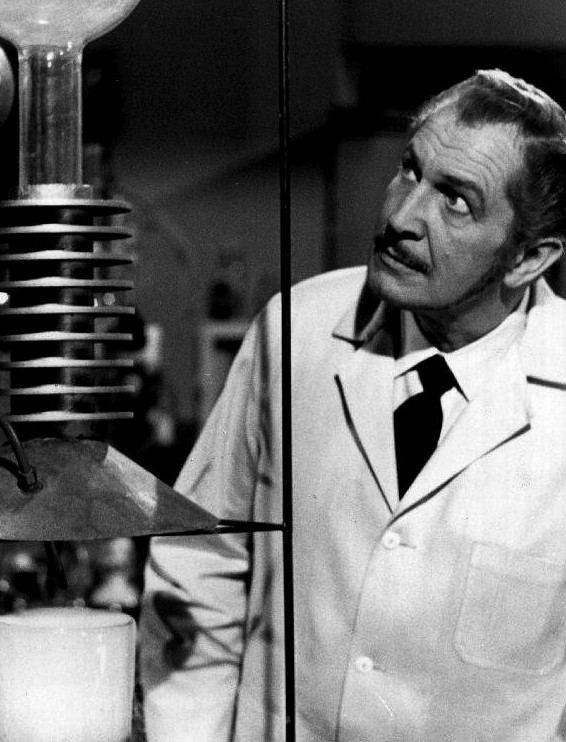
Vincent Price apareceu como vilão em episódio de 1969

A série gira em torno do agente secreto 86, Maxwell "Max" Smart (Adams) e sua parceira, agente 99 (Feldon). Eles trabalham para a C.O.N.T.R.O.L., uma agência secreta de contra-inteligência do governo dos EUA com sede em Washington, DC. A dupla investiga e frustra várias ameaças ao mundo, embora a natureza incompetente de Max cause complicações. No entanto, o agente 86 nunca falha ao salvar o dia. De olho neles, está o chefe sofredor do CONTROL (Platt), que é chamado simplesmente de "chefe" e ele muitas vezes trabalha ao lado de seu assistente incompetente, Larabee (Karvelas). O inimigo de CONTROL é o K.A.O.S., descrito como "uma organização internacional do mal". Herr Siegfried (Kopell) e seu lacaio desajeitado, Shtarker (Moody) são arqui-inimigos dos Smart e 99.
Os inimigos, conspirações mundiais e gadgets vistos na série eram uma paródia da franquia de filmes de James Bond. "Faça o que eles fizeram, exceto esticar meia polegada", disse Mel Brooks sobre os métodos desta série de TV.

## Produção
Tudo deu início com o sucesso dos filmes de James Bond na década de 1960. Os produtores Leonard Stern e Dan Melnick, associados a Mel Brooks e Buck Henry, idealizaram uma série de TV cômica com os mesmos temas, espionagem e Guerra Fria. 
Don Adams foi escolhido graças à sua atuação no The Bill Dana Show, no qual fazia um atrapalhado detetive de hotel. Ele se engajou tanto no papel que chegou a sofrer acidentes devido às cenas de ação. Em compensação, ganhou muitos prêmios como ator de comédia. Adams nasceu em 13 de abril de 1923 e faleceu em 25 de setembro de 2005, vítima de pneumonia.
O episódio-piloto foi rodado em preto e branco. A história começa exatamente como os demais episódios, com o Agente 86 indo para o escritório secreto, atravessando várias portas. Ali também aparecem o sapato-fone e o cone-do-silêncio. Na missão contra o vilão Senhor Big (um anão), ele recebe ordens do Chefe e é ajudado pelos Agentes Canino, 99 (que ele não conhecia) e 34 (escondido em um armário).
Apesar de já contar com todos esses ingredientes cômicos que se tornariam famosos, os executivos de produção da Rede ABC recusaram-se a comprar a série, pois, na trama apresentada, a intenção dos vilões era explodir a Estátua da Liberdade. 
Os criadores de Smart não se deram por vencidos e foram bater na porta da Rede NBC, que aprovou o projeto e concedeu autorização para iniciar a produção da série, agora totalmente em cores.
A melhor temporada do seriado é provavelmente a primeira, entre 1965 e 1966. Em 1969, a audiência caiu um pouco e a Rede CBS assumiu o programa, encontrando como solução casar os protagonistas, de cuja união nasceram gêmeos. Mas a audiência não se recuperou e, como conseqüência, a série foi cancelada em 1970.

## Exibição
Agente 86 durou cinco temporadas, de 1965 a 1970, ganhando sete prêmios Emmy, dois para seriado cômico e três para Don Adams. Foram produzidos cento e trinta e oito episódios de vinte e quatro minutos. No Brasil, foi exibido primeiro pela TV Record e depois, em reprise, pela TV Bandeirantes, depois em 2009, lançou na Rede TV. Houve um filme para cinema em 1980, chamado The Nude Bomb (A Bomba que Desnuda) e um telefilme em 1989, na Rede ABC. 
Mais recentemente, foi transmitido pela UlbraTV e a Band, no final de 2007, chegou a passar um episódio do seriado em um sábado à tarde, às 14h. Outras emissoras foram o canal de televisão paga Nick (Nickelodeon) com nova redublagem de todas temporadas no estúdio carioca da Herbert Richers, como segmento do programa Nick At Nite, o canal pago TCM com diferencial da primeira dublagem da época nos estúdios paulista da AIC que fez a partir da 2 temporada em diante nos tempos da TV Record só a 1 temporada ficou ao cargo da Herbert Richers com a 1 primeira dublagem. Atualmente, a série é transmitida pela Rede Brasil de Televisão com a dublagem original. Na internet pode ser visto na Tv HotMix

## Adaptações
Em 1995, a Fox tentou revitalizar o seriado com uma nova versão, agora com Smart no comando do C.O.N.T.R.O.L e 99 como deputada federal. Apesar do fracasso dessas retomadas, Agente 86 é o único seriado a ter passado pelas quatro grandes emissoras americanas – NBC, CBS, ABC e FOX – com o elenco original.
No dia 20 de junho de 2008, foi lançado o filme inspirado no velho seriado, intitulado Agente 86: O Filme, com Steve Carell, Anne Hathaway e Alan Arkin nos papéis principais. e houve participação do Bernie Kopell, que interpretou Siegfried na série original. A história mostra 86 iniciando sua carreira como agente, auxiliado pela veterana 99, em sua primeira missão: impedir que a K.A.O.S. entregue códigos de lançamento de mísseis nucleares a terroristas.

## Personagens principais
O herói se chamava Maxwell "Max" Smart e, interpretado por Don Adams, atuava para uma organização secreta chamada C.O.N.T.R.O.L.E. Esta possuía como missão combater a organização criminosa K.A.O.S., que durante um período foi comandada por um agente nazista de sotaque alemão – era o vilão Siegfried, interpretado por Bernie Kopell.
Smart possuía como código o número 86 e era auxiliado por uma bela agente cujo número era 99. Costuma-se dizer que era a agente 99 quem resolvia tudo e Smart ficava com os créditos (embora essa versão seja um pouco exagerada, na realidade o agente 86 resolvia tudo, mas do seu jeito atrapalhado).
Assim como James Bond, Smart tinha uma série de equipamentos especiais como o sapato-fone e a parede invisível de sua casa. Além disso, havia o impagável cone do silêncio, que ele usava para conversar com o chefe sobre assuntos sigilosos, mas sempre apresentava algum problema, geralmente um não podia ouvir o outro e as vezes podia se ouvir de fora mas não entre eles. Muita gente pode até não acreditar que Smart é competente, devido a sua grande ingenuidade, natureza desastrada e ocasional falta de atenção. Mas, apesar desses defeitos, Smart provou mas de uma vez ser engenhoso, hábil no combate de corpo-a-corpo, proficiente atirador e incrivelmente sortudo.
A agente 99 era interpretada por Barbara Feldon, uma modelo que ficou famosa com um comercial da Revlon e por vencer um show de TV no qual respondia a perguntas sobre a vida e a obra de William Shakespeare. Comenta-se que o nome da agente era Susan Hilton (O nome dela nunca foi revelado. Susan Hilton é um nome falso que ela usou quando decidiu se casar com o dono de um cassino. Nem no casamento dela com o agente 86 foi revelado seu nome verdadeiro. Portanto, a informação de que o nome dela é Susan Hilton é inteiramente falsa.).
Para o papel do chefe do C.O.N.T.R.O.L.E, foi escolhido o ator Edward Platt, outrora um cantor de ópera. Nascido em 4 de fevereiro de 1916, encarnava um homem sério e ponderado, que vivia tendo dores de cabeça com as trapalhadas de Smart. Seu nome, revelado mais tarde, era Thadeus. Platt faleceu em 1974, aparentemente vítima de um infarto (Na verdade foi divulgado inicialmente que ele morreu de infarto, mas depois foi descoberto que a causa mortis foi suicídio. Ele passava por muitos problemas pessoais e financeiros na época).

## Outros agentes
Agente 13: Foi vivido por (Dave Ketchum): ele atuava disfarçado (ou escondido), porém seus disfarces eram tão hilários como uma caixa de lixo ou o assento de um sofá. As vezes aparecia outro, o Agente 44 e no primeiro episódio foi o Agente 34, com essa função.
Hymie: Uma das primeiras séries a apresentar um andróide como agente, seu nome era Hymie (Dick Gautier). Criado pela K.A.O.S, ele "mudou de time" pois acabou se afeiçoando a Smart, o único que o tratava com respeito. Em um episódio, a KAOS criou uma versão feminina para eliminar Hymie.
Agente Larabee: Interpretado por (Robert Karvelas), o totalmente lerdo de raciocínio e incompetente assistente do chefe do C.O.N.T.R.O.L.E. Nunca se dava conta das hilariantes besteiras que dizia ou fazia. Era o único personagem mais pateta que o próprio Smart. Nos primeiros episódios em que apareceu, não tinha falas. O ator repetiu o papel no filme de 1980 The Nude Bomb, estrelado por Don Adams que foi novamente o Agente 86.
Doutora Steel: Uma beldade que trabalhava como a perita química da organização de Smart. Muito profissional, seu laboratório ficava nos fundos de um teatro de revista, onde se disfarçava de dançarina.
Agente Canino: Ou simplesmente Nino: é um velho cão não muito leal à Max e meio covarde, mas que salva a vida do agente no primeiro episódio.
Agente 43: Apareceu no sexto episódio da série, talvez para que fosse dita a piada óbvia: em certo momento, a Agente 99 diz a Smart que ele vale por dois agentes 43.

## Convidados notáveis
- Ian Abercrombie
- Steve Allen
- Barbara Bain
- Billy Barty
- Lee Bergere
- Shelley Berman
- Milton Berle
- Joseph Bernard
- Lynn Borden
- Ernest Borgnine
- Tom Bosley
- Victor Buono
- Carol Burnett
- John Byner
- James Caan
- Howard Caine
- Johnny Carson
- Jack Cassidy
- Ellen Corby
- Wally Cox
- Broderick Crawford
- Robert Culp
- John Dehner
- Phyllis Diller
- Michael Dunn
- Robert Easton
- Dana Elcar
- Bill Erwin
- Jamie Farr
- John Fiedler
- Joey Forman
- Alice Ghostley
- Jack Gilford
- Leo Gordon
- Farley Granger
- Buddy Hackett
- Sid Haig
- Jonathan Harris
- Hugh Hefner
- Marcel Hillaire
- Bob Hope
- John Hoyt
- Conrad Janis
- Gordon Jump
- Kitty Kelly[12]
- Ted Knight
- James Komack
- Martin Landau
- Charles Lane
- Len Lesser
- Laurie Main
- Kenneth Mars
- Judith McConnell
- Pat McCormick
- Robert Middleton
- Al Molinaro
- Howard Morton
- Burt Mustin
- Barry Newman
- Julie Newmar
- Leonard Nimoy
- Alan Oppenheimer
- Pat Paulsen
- Angelique Pettyjohn
- Regis Philbin
- Tom Poston
- Ann Prentiss
- Vincent Price
- Maudie Prickett
- Don Rickles
- Alex Rocco
- Cesar Romero
- Vito Scotti
- Larry Storch
- Vic Tayback
- Fred Willard
- Jason Wingreen
- Dana Wynter
- Del Close
- Victor Sen Yung